# GoMining
 (janvier 2025).
GoMining est une société de minage de bitcoins qui fournit du hashrate tokenisé via son protocole. Elle exploite neuf centres de données dans le monde. Établie en 2021 dans les îles Vierges britanniques, la société était initialement connue sous le nom de GMT avant de se rebaptiser GoMining. Elle est actuellement dirigée par Mark Zalan, CEO, et Jeremy Dreier, CBDO.

## Histoire
GoMining a commencé ses opérations début 2021, sous le nom de GMT. En 2021, la société a émis son token utilitaire, GOMINING, sur le réseau Ethereum, qui a depuis été étendu à BNB, TON, et Solana,,.  La même année, Till Lindemann et Khabib Nurmagomedov sont devenus ambassadeurs de la société,,. À la fin de l'année 2021, GoMining a rejoint le Conseil minier du bitcoin,,.
En 2022, GoMining a introduit sa première collection Digital Miner - des NFT dynamiques liés à un taux de hachage spécifique de Bitcoin fourni par le protocole GoMining. Les NFT Digital Miner représentent une puissance de minage réelle et permettent aux utilisateurs de gagner des récompenses quotidiennes en BTC. La société a également lancé son application mobile pour iOS et Android. Elle a également introduit la possibilité de payer l'électricité et les services en utilisant le jeton GOMINING,.
Début 2023, l'entreprise a lancé le staking pour le jeton GOMINING, et a sorti une nouvelle collection de Digital Miner créée en collaboration avec Khabib Nurmagomedov. Au cours du deuxième trimestre, elle a permis les paiements par carte de crédit, Apple Pay et Google Pay dans 170 pays. Elle a également introduit un nouveau modèle tokenomics basé sur des émissions régulées par la communauté. L'entreprise a mis en place un système de vote communautaire pour les décisions clés et s'est associée à Bitmain, un fabricant de matériel d'exploitation minière. À la fin de l'année 2023, GoMining a lancé un centre de données de 50 MW.
En 2024, l'entreprise a présenté un nouveau centre de données de 33 MW et l'écosystème a enregistré plus d'un million d'utilisateurs. Elle a obtenu une licence cryptographique dans les juridictions de l'UE en 2024. La même année, la société a introduit la série d'avatars GoMiners offrant des avantages à leurs détenteurs, a créé une API pour les intégrations de partenaires et a obtenu un investissement de 3 millions de dollars de la part de Bitscale Capital. Toujours en 2024, l'entreprise a lancé Miner Wars, un jeu de minage de bitcoins basé sur la blockchain et intégré à l'application GoMining.

### Opérations
GoMining exploite neuf centres de données d'une capacité totale de 350 MW. Ses services comprennent le minage de bitcoins clé en main. Les produits comprennent des collections NFT liées à la capacité d'extraction de Bitcoin (Digital Miners), permettant aux détenteurs de gagner des récompenses en BTC, des services d'extraction clé en main pour les investisseurs à grande échelle et le jeu Miner Wars,. Selon GoMining, à la fin de l'année 2024, il y avait 114 000 détenteurs de Digital Miners.
La plateforme utilise GOMINING comme token natif, qui est utilisé pour les paiements sur la plateforme, y compris l'achat de NFT, la mise à niveau, et l'accès à des réductions pour les frais d'électricité,,,.

## References
1. ↑  (en) « Meet GoMining: Winner of the Startups of the Year, British Virgin Islands | HackerNoon », sur hackernoon.com (consulté le 24 janvier 2025)
2. 1 2 3  (en) IndustryTrends, « GoMining: A Comprehensive Review Of The NFT-Powered Bitcoin Mining Protocol », sur Analytics Insight, 24 juin 2024 (consulté le 24 janvier 2025)
3. ↑  (en) « GoMining Marks Two-Year Anniversary With Rebranding, Continues Offering Decentralized Staking and NFT Mining Opportunities », U.Today,‎ 15 mai 2023 (lire en ligne, consulté le 24 janvier 2025)
4. ↑  (en) « Digital bitcoin miner GoMining expands to Solana ahead of NFTs launching on Magic Eden », sur The Block (consulté le 24 janvier 2025)
5. ↑  « 庆祝推出TON原生GOMINING代币,GoMining启动返现活动 », sur www.binance.com (consulté le 24 janvier 2025)
6. ↑  (de) Rolling-Stone-Redaktion, « Till Lindemann macht jetzt Reklame für Krypto-Firma », sur Rolling Stone, 25 février 2022 (consulté le 24 janvier 2025)
7. ↑  (en-US) Puneet Sharma, « What is GMT, the Bitcoin mining token Khabib Nurmagomedov recently became the ambassador of? », sur www.sportskeeda.com, 15 octobre 2021 (consulté le 24 janvier 2025)
8. ↑  (en) « Ex-UFC Champ Khabib Nurmagomedov Becomes New Ambassador of GoMining Token », U.Today,‎ 15 octobre 2021 (lire en ligne, consulté le 24 janvier 2025)
9. ↑  (en-US) « Bitcoin Mining Council Advisory Members », sur Bitcoin Mining Council (consulté le 24 janvier 2025)
10. ↑  (en) « This Bitcoin mining project attracts users with new tokenomics and DeFi opportunities », sur Cointelegraph, 13 septembre 2023 (consulté le 24 janvier 2025)
11. ↑  Mauro, « Qu'est-ce que Gomining ? Tout ce que vous devez savoir sur GMT », sur Gate.io, 25 février 2024 (consulté le 24 janvier 2025)
12. ↑  (en-US) Tim Fries, « GMT Launches “Greedy Machines” NFT Project Backed by Computing Power », sur 24/7 Wall St., 30 septembre 2022 (consulté le 24 janvier 2025)
13. 1 2  (en) « GoMining Revolutionizes Mining with Liquid Bitcoin Hashrate Protocol and New Tokenomics », U.Today,‎ 23 août 2023 (lire en ligne, consulté le 24 janvier 2025)
14. ↑  (en-US) FinSMEs, « GoMining Raises $3M from Bitscale Capital », sur FinSMEs, 6 mai 2024 (consulté le 24 janvier 2025)
15. 1 2  (en-US) « GoMining review: Discovering unique mining strategies », sur crypto.news, 4 septembre 2024 (consulté le 24 janvier 2025)
16. ↑  (en) « How GoMining is revolutionizing Bitcoin mining through NFTs », sur Cointelegraph, 11 juillet 2024 (consulté le 24 janvier 2025)
17. ↑  (en) « Bitcoin mining for all: Leveraging Web3 technology for global access », sur Cointelegraph, 9 avril 2024 (consulté le 24 janvier 2025)
18. ↑  (en-US) Jon Stojan, « The post-halving Bitcoin mining market paradigm may shift towards further consolidation », sur VentureBeat, 18 juillet 2024 (consulté le 24 janvier 2025)
19. ↑  (en) Nelson Issac, « Revolutionizing Transparency in Blockchain », sur Entrepreneur, 25 août 2023 (consulté le 24 janvier 2025)